# República Solidària (França)
República Solidària (en francès République solidaire - RS) és un partit polític francès de dretes fundat el 19 de juny de 2010 per Dominique de Villepin que fou Primer ministre entre 2005 i 2007.

## Presidents
| 2010-2011 | Dominique de Villepin |
| 2011-     | Jean-Pierre Grand     |